# Пашнец
Пашнец — деревня в Шекснинском районе Вологодской области.
Входит в состав сельского поселения Железнодорожного, с точки зрения административно-территориального деления — в Железнодорожный сельсовет.
Расстояние по автодороге до районного центра Шексны — 26 км, до центра муниципального образования Пачи — 8 км. Ближайшие населённые пункты — Соболино, Шапкино, Берендюха.
По переписи 2002 года население — 7 человек.